# Prządkowate (pająki)
Prządkowate (Nephilinae) – klad dużych sieciowych tropikalnych pająków z grupy Araneomorphae (klasyfikowany niekiedy jako odrębna rodzina Nephilidae). Należą do niej największe na świecie pająki tkające sieci. Największym przedstawicielem grupy i zarazem największym pająkiem tkającym sieci łowne jest Nephila komaci, której samice dorastają do około 4 cm długości. Prządkowate tkają również jedne z największych sieci – u niektórych gatunków ich średnica przekracza 1 m (według niektórych autorów dochodzić może nawet do 1,5 m). Większe sieci (do 2800 cm2 powierzchni) tkają tylko Caerostris darwini. U większości prządkowatych, z wyjątkiem Clitaetra, występuje wyraźny dymorfizm płciowy: samice są znacznie większe od samców (u Clitaetra także są większe, lecz nie aż w takim stopniu jak u Nephilinae).

## Systematyka
Grupa Nephilinae obejmuje kilkadziesiąt gatunków zgrupowanych w cztery lub pięć rodzajów – zaliczanych dawniej do rodzin krzyżakowatych (Araneidae) lub kwadratnikowatych (Tetragnathidae): Clitaetra, Herennia, Nephilengys, Nephila i Nephilingis. Większość analiz filogenetycznych sugeruje, że Clitaetra jest najbardziej bazalną linią wewnątrz Nephilinae. Analiza przeprowadzona przez Kuntnera i in. (2013) wskazuje jednak na zupełnie inną filogenezą prządkowatych: według niej najbardziej bazalny jest klad obejmujący Nephilengys i Herennia, w drugim kladzie najbardziej bazalną linią jest Nephila, siostrzana do kladu obejmującego Nephilingis (rodzaj wyodrębniony z Nephilengys), który z kolei jest siostrzany do grupy obejmującej Clitaetra i większość gatunków tradycyjnie zaliczanych do Nephila. Sami autorzy przyznają jednak, że kwestia braku monofiletyzmu Nephila jest dyskusyjna.
Przez większość XX wieku prządkowate były klasyfikowane jako podrodzina krzyżakowatych. Pokrewieństwo prządkowatych wewnątrz grupy Araneoidea nie jest jednak jasne – niektóre analizy sugerowały, że najbliższymi krewnymi prządkowatych są kwadratnikowate, podczas gdy według innych Nephilidae stanowią grupę siostrzaną dla wszystkich pozostałych Araneoidea. Większość nowszych analiz wskazuje jednak, że prządkowate są taksonem siostrzanym dla krzyżakowatych albo nawet, że są zagnieżdżone w obrębie krzyżakowatych. Z tego powodu niektórzy autorzy z powrotem włączają prządkowate do krzyżakowatych jako podrodzinę Nephilinae, co zostało zaakceptowane przez autorów World Spider Catalog.

### Ewolucja
Potencjalnie najstarszym znanym przedstawicielem prządkowatych jest środkowojurajska Nephila jurassica, żyjąca przed około 165 mln lat. Taki minimalny wiek powstania Nephilidae zgadza się z datowaniem na podstawie danych biogeograficznych, lecz jest znacznie wyższy niż sugerowało to datowanie molekularne. Ponadto przynależność N. jurassica do Nephilidae została zakwestionowana przez Kuntnera i in. (2013). Także autorzy opisu N. jurassica w późniejszej publikacji (Selden, Shih i Ren, 2013) wyłączyli go z rodzaju Nephila (przenosząc go do osobnego rodzaju Mongolarachne) i w ogóle z prządkowatych. W zapisie kopalnym znacznie częściej występują samce prządkowatych. Sugerowano, że prządkowate prawdopodobnie wyewoluowały na terenach Gondwany, jednak przeczą temu dane molekularne, wskazujące na powstanie Nephilinae prawdopodobnie około 40 mln lat temu, już po rozpadzie Gondwany. Zdaniem autorów równie prawdopodobne wydaje się pochodzenie rodziny z Afryki, Azji lub Australazji.
Kladogram Nephilidae według Kuntnera i współpracowników (2008)
| Clitaetrinae | Clitaetra                  |
|              | Clitaetra                  |
| Nephilinae   | \| \| Herennia \| \| \| \| |
|              | \| \| Herennia \| \| \| \| |
|              | Herennia                   |
|              |                            |

|  | Herennia |
|  |          |

Kladogram Nephilidae według Kuntnera i współpracowników (2013)
|  | Herennia    |
|  |             |
|  | Nephilengys |
|  |             |

|  | Nephilingis                                             |
|  |                                                         |
|  | \| \| Clitaetra \| \| \| \| \| \| „Nephila” \| \| \| \| |
|  |                                                         |
|  | Clitaetra                                               |
|  |                                                         |
|  | „Nephila”                                               |
|  |                                                         |

|  | Clitaetra |
|  |           |
|  | „Nephila” |
|  |           |

|  | Nephilingis                                             |
|  |                                                         |
|  | \| \| Clitaetra \| \| \| \| \| \| „Nephila” \| \| \| \| |
|  |                                                         |
|  | Clitaetra                                               |
|  |                                                         |
|  | „Nephila”                                               |
|  |                                                         |

|  | Clitaetra |
|  |           |
|  | „Nephila” |
|  |           |

|  | Herennia    |
|  |             |
|  | Nephilengys |
|  |             |

|  | Nephilingis                                             |
|  |                                                         |
|  | \| \| Clitaetra \| \| \| \| \| \| „Nephila” \| \| \| \| |
|  |                                                         |
|  | Clitaetra                                               |
|  |                                                         |
|  | „Nephila”                                               |
|  |                                                         |

|  | Clitaetra |
|  |           |
|  | „Nephila” |
|  |           |

|  | Nephilingis                                             |
|  |                                                         |
|  | \| \| Clitaetra \| \| \| \| \| \| „Nephila” \| \| \| \| |
|  |                                                         |
|  | Clitaetra                                               |
|  |                                                         |
|  | „Nephila”                                               |
|  |                                                         |

|  | Clitaetra |
|  |           |
|  | „Nephila” |
|  |           |